# Calanchi di Marsiglia
I calanchi di Marsiglia sono costituiti da un susseguirsi di insenature che si estendono su più di venti chilometri di costa sul Mar Mediterraneo tra i quartieri di Marsiglia di La Madrague de Montredon e Goudes da una parte e tra il Cap Croisette e la città di Cassis dall'altra. Sono distribuiti sulla costa dei massicci di Marseilleveyre e di Puget.
Per comodità di linguaggio, questa zona montuosa è anche chiamata il massiccio dei Calanchi. È uno dei siti naturali più notevoli in Francia e un'importante area visitata da quasi 3 milioni di persone all'anno, sia via terra che via mare. Esistono tour organizzati in battello che partono dal porto vecchio di Marsiglia. La parola "calanco" (dal provenzale calanco) designa una valle scavata da un fiume e poi riempita dalle acque del mare. Le insenature sono protette dal Parco nazionale dei Calanchi istituito nell'aprile 2012, il primo parco nazionale suburbano in Europa e il terzo nel mondo. Al fine di ricostituire le condizioni ottimali, in alcune aree del parco è vietata la pesca.
Gli innumerevoli fossili incrostati nel calcare testimoniano una storia iniziata oltre cento milioni di anni fa con l'accumulo di sedimenti sui fondali, seguito da un sollevamento nell'era Terziaria, l'epoca della formazione delle Alpi. L'erosione ha accentuato le fratture, per dare origine al tormentato rilievo osservabile oggi. La grotta Cosquer, situata nel massiccio, testimonia l'isediamento umano in era preistorica.

## Geografia

### Posizione e topografia
I calanchi sono scavati nei massicci di Marseilleveyre (432 m) e Puget (563 m), sui territori comunali di Marsiglia (per la maggior parte) e di Cassis (per quello di Port-Miou).

#### Calanchi

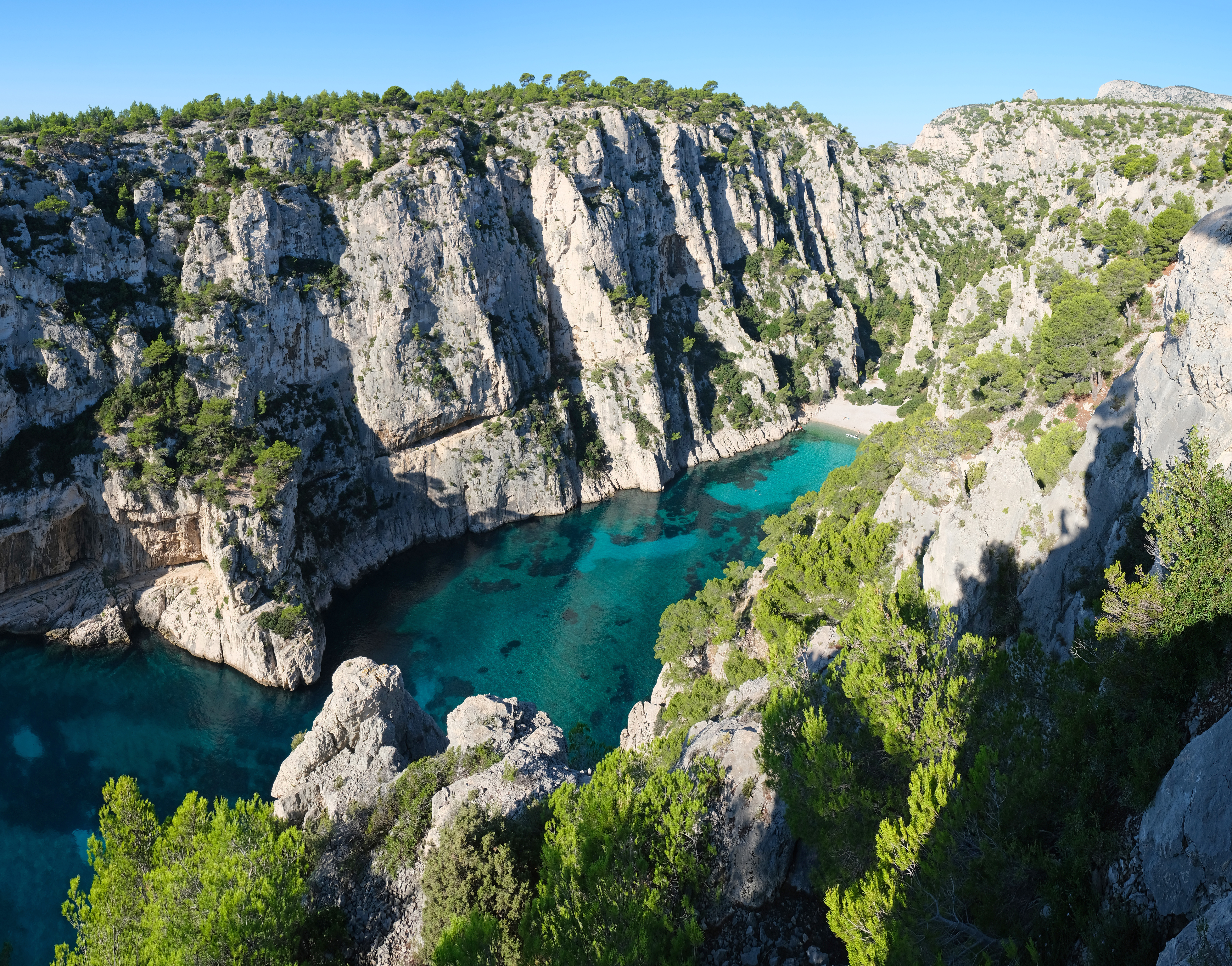
Calanco d'En-Vau.

Dalla Madrague de Montredon a Cassis, ci sono 27 calanchi:
- Calanco di Saména: un calanco minore, dove nel 2015 annegarono due adolescenti;
- Calanco Mauvais-Pas: un calanco minore;
- Calanco de l'Escalette: insenatura minore;
- Calanco bianco: insenatura minore;
- Calanco des Trous: insenatura minore;
- Calanco de Callelongue: porticciolo, ristorante, centro immersioni UCPA;
- Calanco de la Mounine: stretto calanco che termina nella valle della Mounine, dietro il passo del Semaphore;
- Calanco di Marseilleveyre: spiaggia, bar-ristorante, diving center;
- Calanco des Queyrons: piccola spiaggia riparata, con ciottoli, pietre piatte e massi caduti in mare che hanno dato il nome alla caletta;
- Calanco de Podestat: spiaggia ghiaiosa; sul lato ovest le rocce avanzano verso una piccola grotta ombreggiata;
- Calanco de la Piade: insenatura minore;
- Calanco du Livre: insenatura minore;
- Calanco Escu: insenatura minore;
- Calanco de la Mélette: insenatura minore Calanco de Cortiou; presenza dell'uscita dell'impianto di depurazione di Marsiglia;
- Calanco di Sormiou: abitato con porticciolo;
- Baia di Cancéou: insenatura minore;
- Calanco de la Triperie: ospita l'ingresso sottomarino della grotta Cosquer nella quale è vietato l'accesso;
- Calanco de Morgiou: abitato e porticciolo;
- Calanco de Sugiton: molto frequentato;
- Calanco des Pierres-Tombées: accesso vietato per caduta massi;
- Baia dell'Occhio di Vetro: di difficile accesso, per escursionisti (il sentiero non è segnalato per scoraggiare gli inesperti); i sentieri che consentono l'accesso al Devenson, o al GR, così come il gradino dell'occhio di vetro sono pericolosi;
- Calanco du Devenson: protetto da falesie di 200 metri, è accessibile solo in barca, in discesa in corda doppia o dal difficile sentiero della corniche Paretti;
- Calanco de l'Oule: deriva dal provenzale oulo che significa "pentola"; molto profondo tra scogliere che possono raggiungere 70 m di altezza, è accessibile solo via mare;
- Calanco d'En-Vau: spiaggia di ciottoli, rinomato sito di arrampicata[5];
- Calanco di Port-Pin: raggiungibile a piedi da Cassis in circa 30 minuti;
- Calanco di Port-Miou: accesso in auto nelle vicinanze; vecchia cava, trasformata in porto turistico, fa parte del comune di Cassis e rappresenta uno dei più importanti punti di accesso al massiccio.

#### Picchi principali
Marseilleveyre:
- Sommet de Marseilleveyre (432 m.)
- Tête de l'Homme Mort  (396 m.)

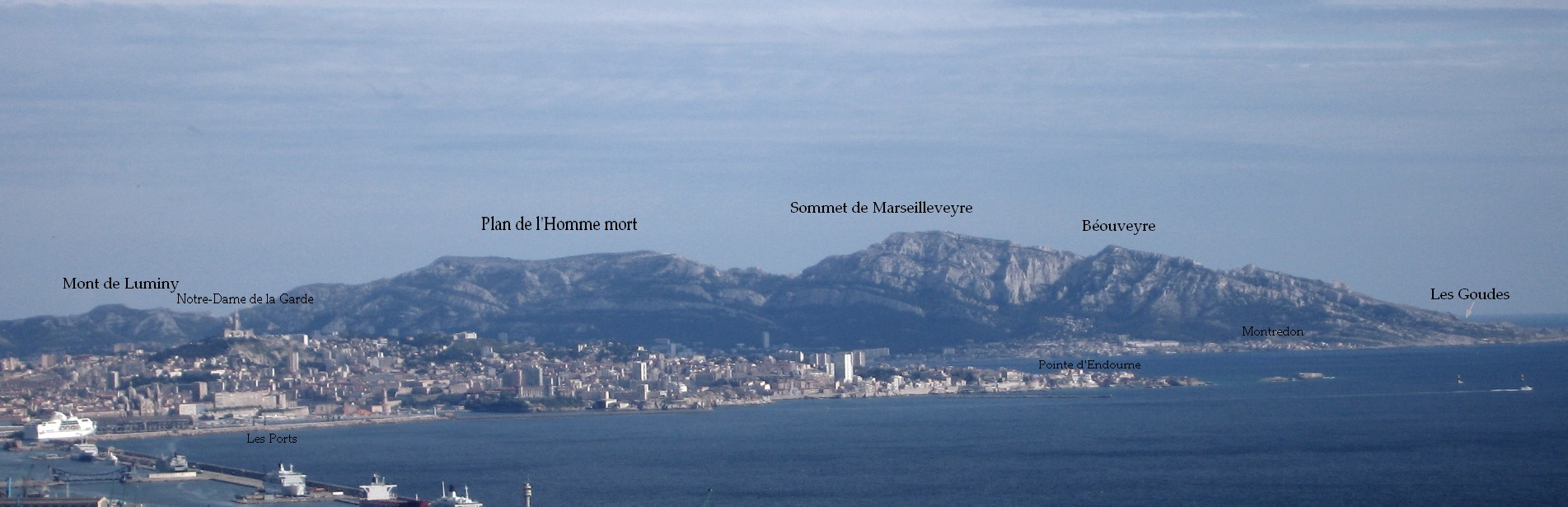
Il massiccio di Marseilleveyre visto da nord.

- Rocher Saint-Michel (altitudine 322 m.)
- Rocher des Goudes
- Tête du Trou du Chat
- Béouveyre (366 m.)
- Tête de la Mounine (385 m.)
- Tête de la Mélette (362 m.)

Puget:
- Monte Puget (563 m)[6]
- Cap Gros (509 m.)
- La Grande Candelle (465 m.)
- Sommet de la Gardiole (469 m.)

Isole :
- Maïre (133 m.)
- Riou (192 m.)

### Geologia

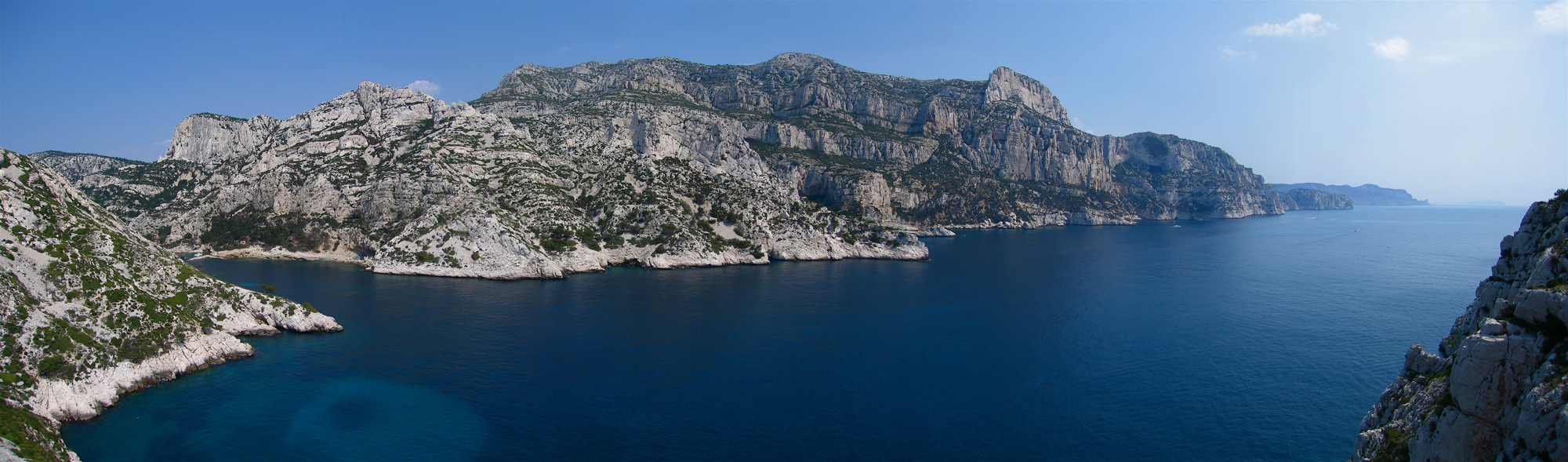
Panorama tra Morgiou e Sugiton: roccia bianca (calcare urgoniano) e costa fortemente frastagliata (insenature).

Il massiccio dei Calanchi è costituito da rocce calcaree risalenti principalmente al Mesozoico (da 250 a 65 milioni di anni fa). La roccia sedimentaria si è formata nei fondali marini del Giurassico e soprattutto del Cretaceo nel corso di milioni di anni, grazie all'accumulo di particelle minerali e organiche compattate e cementate insieme sotto la pressione dell'acqua e degli strati di minerali. I fossili di organismi marini (alghe, ricci di mare, ecc.) testimoniano questa origine marina. Successivamente le rocce sono emerse e hanno subito movimenti tettonici di deformazione orizzontale e poi un lungo periodo di erosione che ne ha completamente appiattito il rilievo. Intorno a 1,5 milioni di anni addietro un ultimo movimento tettonico sollevò l'intera regione, dopodiché seguì un nuovo periodo di erosione.
Il nord di Marseilleveyre e il massiccio del Carpiagne sono costituiti dalle rocce più antiche (Giurassico). Nella maggior parte del massiccio e delle isole si trova calcare urgoniano (bianco, formato in un mare tropicale poco profondo), ma anche alcune zone calcaree valanginiane, risalenti al Cretaceo.
Su scala minore, la divisione della linea costiera sotto forma di decine di torrenti è stata causata dall'erosione provocata dai fiumi, dal taglio delle valli fino allo sbocco al mare e dalle successive variazioni del livello del mare.
Calcare molto fessurato e fenomeni carsici hanno formato un gran numero di grotte e cavità sotterranee (Saint-Michel d'Eau Douce) e fiumi sotterranei (Port-Miou, Sugiton).

### Idrografia
L'acqua del mare è spesso più fresca perché le scogliere sono a picco sul mare senza un vero e proprio altopiano costiero e perché molte fonti di acqua dolce sfociano nel mare, sotto la sua superficie, attraverso una rete sotterranea che raccoglie l'acqua che defluisce dalle montagne (Marseilleveyre) e altipiani (Carpiagne). Tutte le coste calcaree hanno sperimentato questo fenomeno quando il mare è sceso di 135 metri prima di risalire, annegando sorgenti e torrenti. Così, un fiume sotterraneo di portata significativa (da 5 a 7 m3/s) termina nel calanco di Port-Miou a Cassis, quasi a livello del mare; sembra provenire dal Massiccio della Sainte Baume ed essere alimentato da una falda acquifera di 1 000 km2 esistente sotto la Provenza.
Un tale flusso, in teoria, potrebbe fornire acqua potabile a più di un milione di persone. Questa fonte è nota fin dall'antichità (Pitea la menziona). Tuttavia, i campioni prelevati durante le immersioni mostrano che l'acqua del fiume è troppo salmastra per essere utilizzata direttamente, anche molto a monte; subisce infatti risalite di acqua di mare da gallerie del sistema carsico che si formarono molto in profondità nel calcare all'epoca della crisi di salinità del Messiniano tra −5 960 000 e −5 330 000, un "breve" periodo su scala geologica durante il quale il Mediterraneo si prosciugò. L'acqua contiene anche piccole tracce di fango rosso (derivante dal trattamento della bauxite) scaricato a 300 metri di profondità al largo della baia di Cassis.
Un'altra sorgente carsica finisce a meno di un metro sotto l'acqua della spiaggia di Bestouan (all'uscita occidentale di Cassis), rendendola estremamente fredda anche nel cuore dell'estate, cosa che sorprende i visitatori.

### Clima
Il clima della zona è mediterraneo, con forte aridità. La maggior parte dell'umidità proviene dall'evaporazione marina e dalle piogge autunnali ed invernali a parziale beneficio della vegetazione, molto abbondanti ma intervallate da lunghi periodi di siccità.
La piovosità media è di circa 600 mm all'anno a Cap Croisette, punto di ingresso ai calanchi a sud di Marsiglia. Con 360 mm di media, è la zona più secca della Francia. La violenza di alcune precipitazioni è estrema: il 1º dicembre 2003 Météo-France ha registrato 218 e 235 mm di pioggia rispettivamente a Marsiglia e a Cassis, a seguito di un nubifragio durato due ore (cfr. con i 100 mm registrati da Météo France durante la tempesta del 17 maggio 1971 sulla Dordogna, ritenuta di notevole entità).
Temperature elevate con fortissime variazioni di vento, maestrale e di nord-ovest, caratterizzano il 43 % delle giornate ventose, e questo ha grosse implicazioni sull'evaporazione, in particolare a livello della costa.
Nell'area marina questi venti inducono correnti molto forti e risalite di acque profonde, e quando soffia il maestrale, a seconda della risalita delle acque profonde, si hanno variazioni di temperatura che può scendere in poche ore da 25 °C a 13−15 °C, temperatura delle acque profonde del Mediterraneo. Ma queste risalite arricchiscono la zona di minerali e determinano una notevole biodiversità.

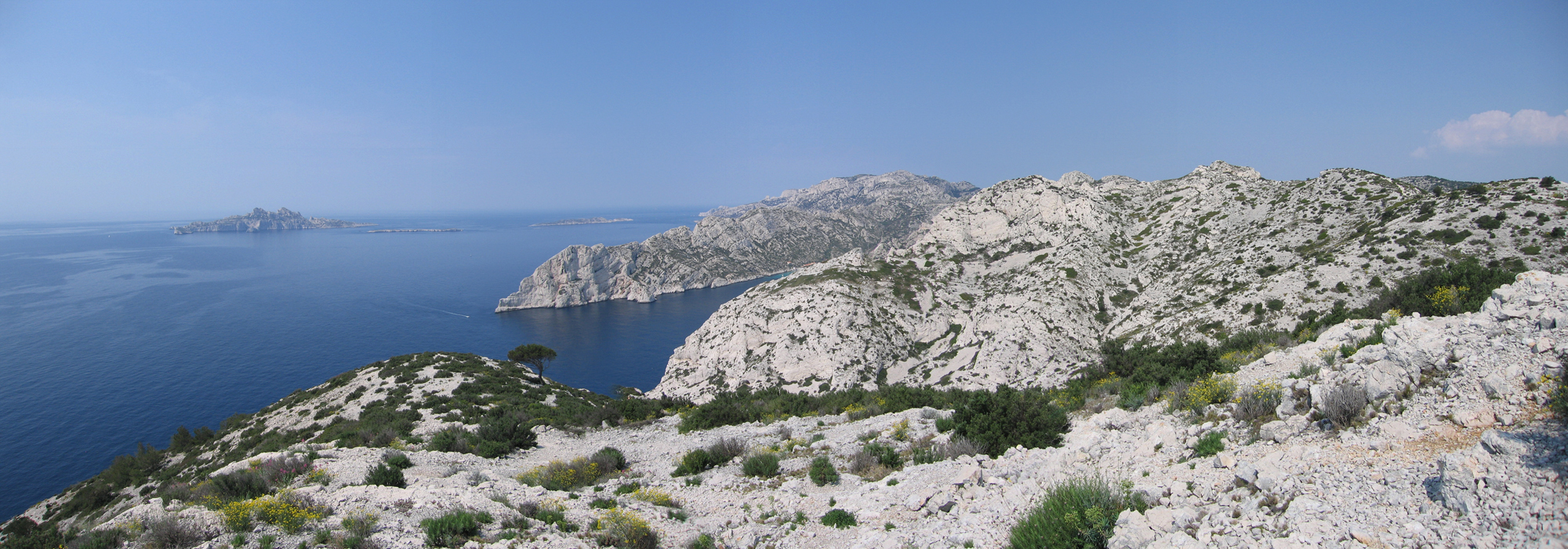
Panorama del Calanco de Sormiou. Sullo sfondo a sinistra, l'isola di Riou.

### Flora
Il massiccio dei Calanchi costituisce un ecosistema particolare. Il suolo è quasi inesistente, le rupi calcaree estese caratterizzate dai ghiaioni sono attraversate da moltissime faglie e fessure in cui sono ancorate le radici delle piante.
La siccità associata alla nebbia salina condiziona la sussistenza di una vegetazione adeguata: brughiera di erica multiflora, spinosi cuscini di astragalo marsigliese, lauro, quercia kermes, salsapariglia, pino d'Aleppo e ginepro accompagnano specie endemiche come la felce millepiedi o l'erba Gouffé, uno dei simboli dei Calanchi.
83 specie sono protette a livello nazionale o regionale o incluse nell'elenco delle specie minacciate.
L'inventario degli habitat, realizzato nell'ambito degli studi Natura 2000, individua ventisei habitat naturali, ai quali vanno aggiunti quaranta habitat misti. Ci sono quattro aree principali: habitat rocciosi con scogliere e ghiaioni, habitat forestali con pinete culminanti, habitat aperti come prati e macchia mediterranea e habitat costieri. C'è un quinto insieme di habitat, strettamente legato alle fonti d'acqua dolce. Si tratta di habitat umidi dalla superficie molto limitata, rari e bisognosi di attenta protezione.

### Fauna selvatica

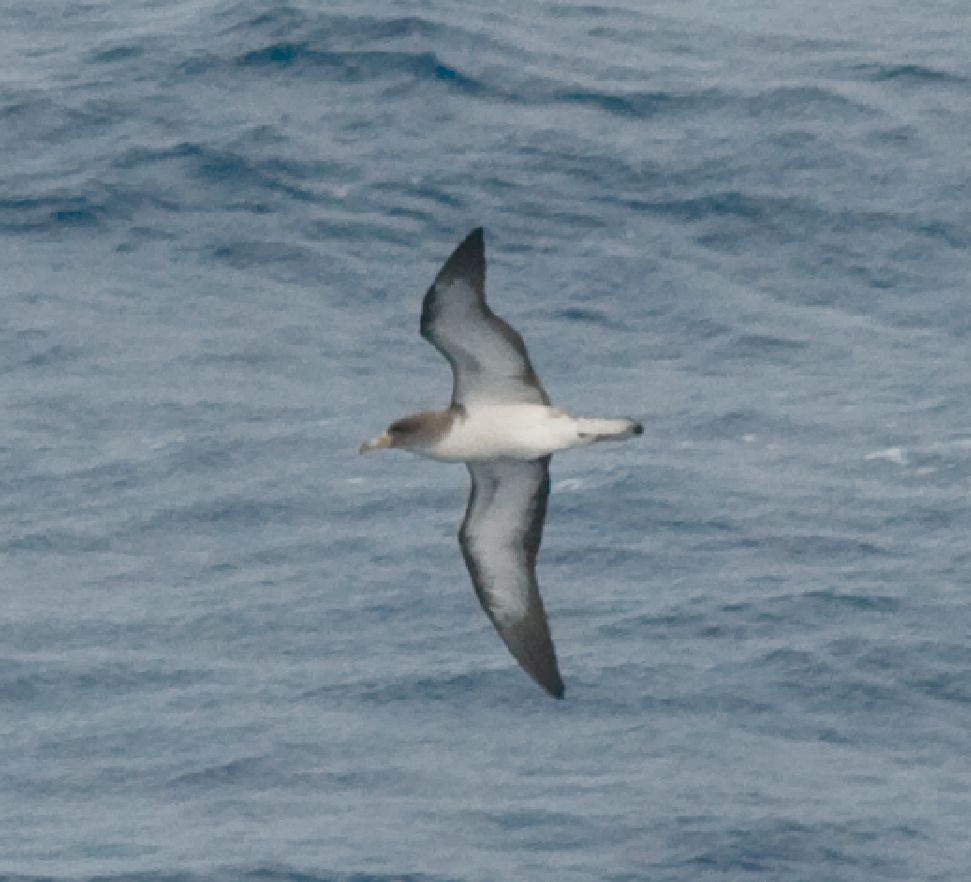
Una berta cinerea.

La fauna dei calanchi si è adattata il più delle volte alle condizioni ambienatli. Vale in particolare per gli insetti o per specie relitte come l'aquila del Bonelli. Notevoli gli uccelli nidificanti; il massiccio ospita un'altissima percentuale di uccelli marini. Vi si trova più del 30% della popolazione di berte grigie e oceaniti tempestose di Francia, così come il 10% di berta del Mediterraneo.
Tra gli invertebrati meglio adattati spiccano i coleotteri, come il grande capricorno, che hanno elitre che li proteggono dalla siccità, o lepidotteri (farfalle e soprattutto micro farfalle).

## Storia

### Preistoria

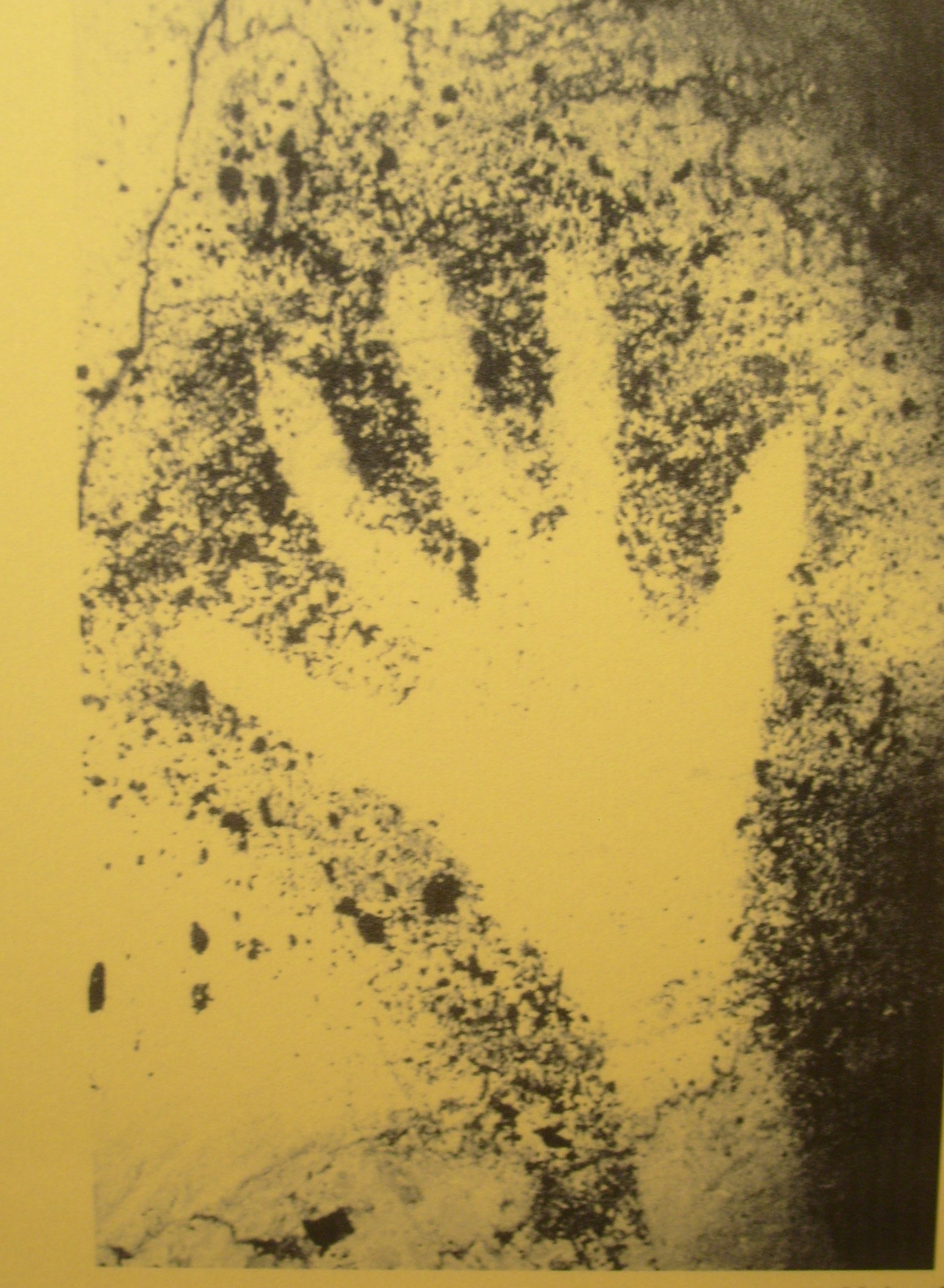
Impronta di una mano vecchia 27 000 anni, Grotta Cosquer.

Anche se le tracce archeologiche sono rare, la presenza dell'uomo sull'attuale costa marsigliese è certa dal Paleolitico inferiore (da 1,5 milioni a 100 000 anni addietro) fino al Neolitico.
La "Grotte des Trémies" rivela le più antiche tracce umane nei calanchi, legate alla cultura dell'uomo di Neanderthal: la casa "pre-Musteriano" (probabilmente prima di 300 000 anni addietro) reca tracce di habitat, selce e strumenti tagliati in piccoli frammenti.
La grotta Cosquer si trova sopra il livello del mare, sotto la punta di Morgiou. Presenta impronte di mani risalenti a 27 000 anni fa. I dipinti, le sculture successive e alcuni strumenti (lampada) sono datati 18 000 anni fa (periodo Solutreano). Le persone, che vivevano di caccia, pesca e raccolta di erbe incolte, si insediarono ai piedi delle scogliere, quando il livello del mare era più basso e la costa si trovava a quindici chilometri di distanza da quella attuale. Le figure preistoriche rappresentano cavalli, stambecchi, camosci, bisonti, uro, cervi, antilopi, felini, ma anche alcune specie marine, tra cui pinguini e foche, che testimoniano il clima estremamente freddo durante l'ultima era glaciale. L'ingresso, oggi a 37 metri, si trovava a quasi cento metri sul livello del mare all'epoca in cui furono realizzati i disegni e le impronte, durante la regressione marina causata dall'ultima era glaciale.
Le testimonianze più numerose riguardano tempi più recenti. Il rifugio del pozzo di Sormiou ha rivelato strumenti magdaleniani. Sull'isola di Riou tracce di insediamenti umani (ceramiche, utensili, conchiglie) risalenti a circa 8 000 anni fa (neolitico) attestano l'occupazione del sito, che allora formava ancora una penisola collegata al massiccio di Marseilleveyre. Si viveva principalmente di pesca. Con l'innalzamento del livello del mare, il massiccio del Riou cessò di essere accessibile a piedi nell'età del bronzo (intorno al 2000 a.C.).

### Antichità
Prima dell'arrivo dei Focesi la regione era occupata dalla tribù dei liguri Segobrigi. Nessuna traccia è stata scoperta nelle insenature, ma la loro presenza ai margini del massiccio nel I millennio a.C. è attestata dalle rovine di Oppidum Baou Redoun e Baou de Saint-Marcel. Altri elementi archeologici testimoniano che all'isola di Riou arrivavano marinai liguri ed etruschi.
Con le attività di pesca e commercio dell'antico porto di Marsiglia (fondato intorno al 600 a.C.), molte barche navigavano al largo dei calanchi, come confermano gli antichi relitti ritrovati sulla costa. Per la costruzione di strade ed edifici romani furono sfruttate le cave come Port-Miou per l'estrazione di "pietra di Cassis". In alcune valli si sviluppò la coltivazione, principalmente di cereali, ma anche di frutta, ulivi e vite.

### Medioevo e tempi moderni
Dall'antichità all'età moderna, i calanchi furono usati principalmente per pastorizia e agricoltura. A quei tempi risalgono importanti tenute agricole come Luminy. Qui si coltivavano cereali, ortaggi resistenti alla siccità (piselli), alberi da frutto (mandorle), ulivi e viti.
Molti allevatori pascolavano mandrie sulla terraferma e sull'isola di Riou (nota come "Isola delle capre") e contribuirono certamente al disboscamento del massiccio e delle isole, bruciando aree boschive per creare zone erbose. Resti di ovili attestano queste antiche attività. La pesca e la lavorazione del corallo, attestata dall'antichità, continuarono nel Medioevo. I falchi pellegrini dell'isola di Riou venivano catturati per essere venduti per la caccia con il falcone.
Intorno al 1300 furono costruite torri di vedetta sulle vette di Marseilleveyre, Maïre, Riou, ed altre, per segnalare la presenza di pirati saraceni ed aragonesi. 

### Epoca contemporanea

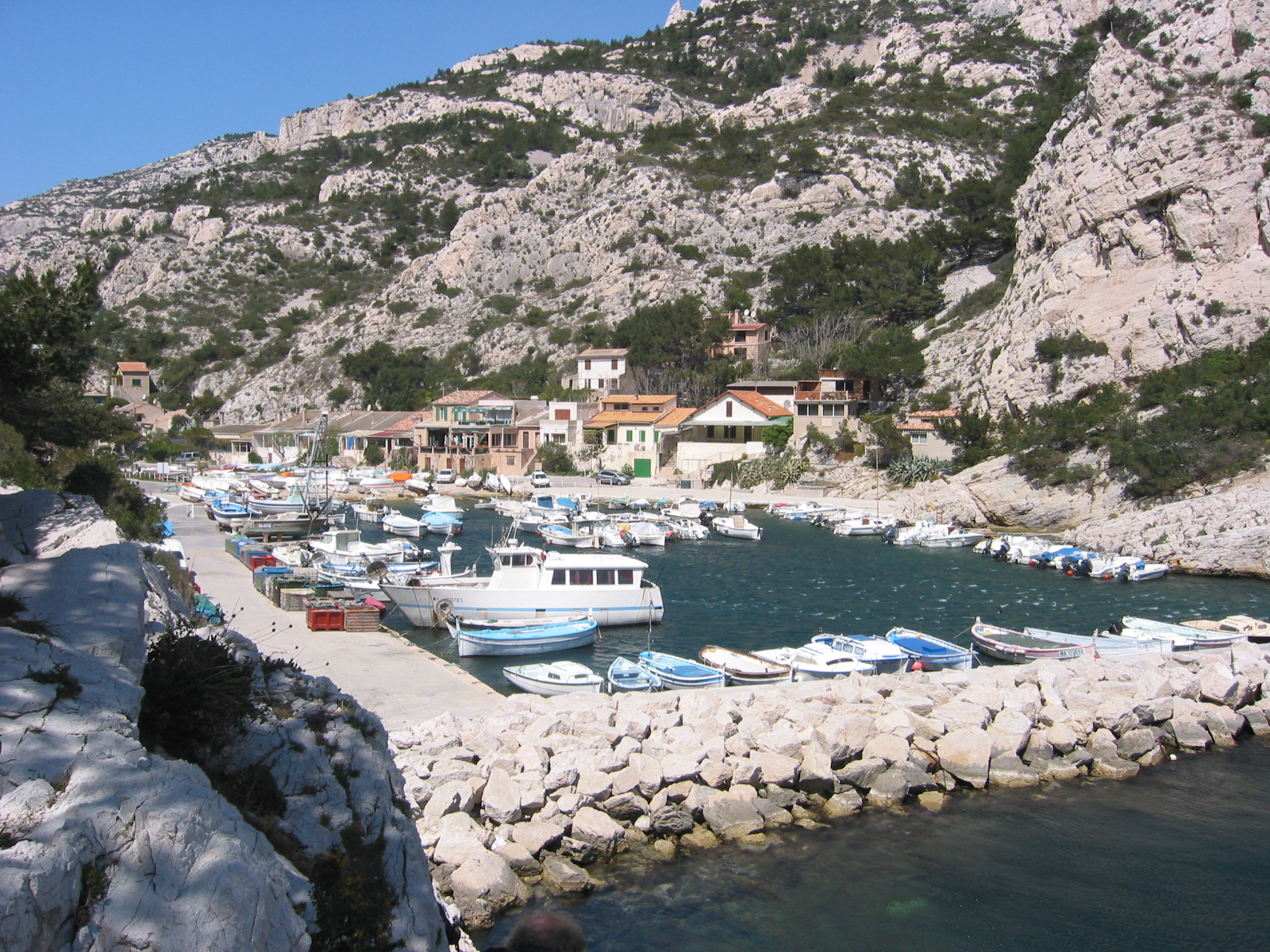
Calanco abitato di Morgiou.

Nel XVIII e XIX secoli sulla costa e sulle isole vennero costruite batterie militari per combattere la pirateria e soprattutto per avvistare nemici e contrastare gli attacchi e le incursioni della marina inglese: forte di cap Morgiou, batteria di Marseilleveyre, cap Croisette, Four de Caux, isola di Riou ed altri .
Dal XIX secolo le attività di pesca e pascolo diminuirono gradualmente a favore di attività industriali e artigianali quali estrazione di pietra e di calce, produzione di cemento e di carbone. La parte centrale del massiccio vide l'abbandono delle attività umane. All'inizio del XIX secolo sulla costa e lungo le strade furono costruite fabbriche chimiche (Callelongue, Saména, Goudes, Montredon) per la produzione di soda, piombo, zolfo ed altro. Nel 1898 fu costruito il grande sbocco, che scaricava le acque reflue di Marsiglia nel Calanco de Cortiou. Le industrie scomparvero gradualmente alla fine del XX secolo lasciando ciminiere e rovine, a volte trasformate in discariche.
A partire dai primi anni del XX secolo il cuore del massiccio dei calanchi iniziò ad essere frequentato da escursionisti, in particolare su iniziativa di quelli marsigliesi (1897) e del Club alpino che promuovevano questa attività di svago e allestirono rifugi e sentieri. Sulla costa e nelle insenature abitate, da Cassis a Goudes, negli anni 1950 la pesca artigianale andò in declino, e i borghi marinari si trasformarono man mano in porti turistici spiagge attrezzate con cabine per la balneazione. Dopo l'incidente aereo del 1946, in un terreno di difficile accesso, la gestione dei servizi di soccorso nei calanchi passò negli anni 1950 ad una sezione specializzata in tecniche di soccorso alpino del battaglione dei vigili del fuoco di Marsiglia (attualmente il gruppo SOS GRIMP).

## Attività

### Turismo

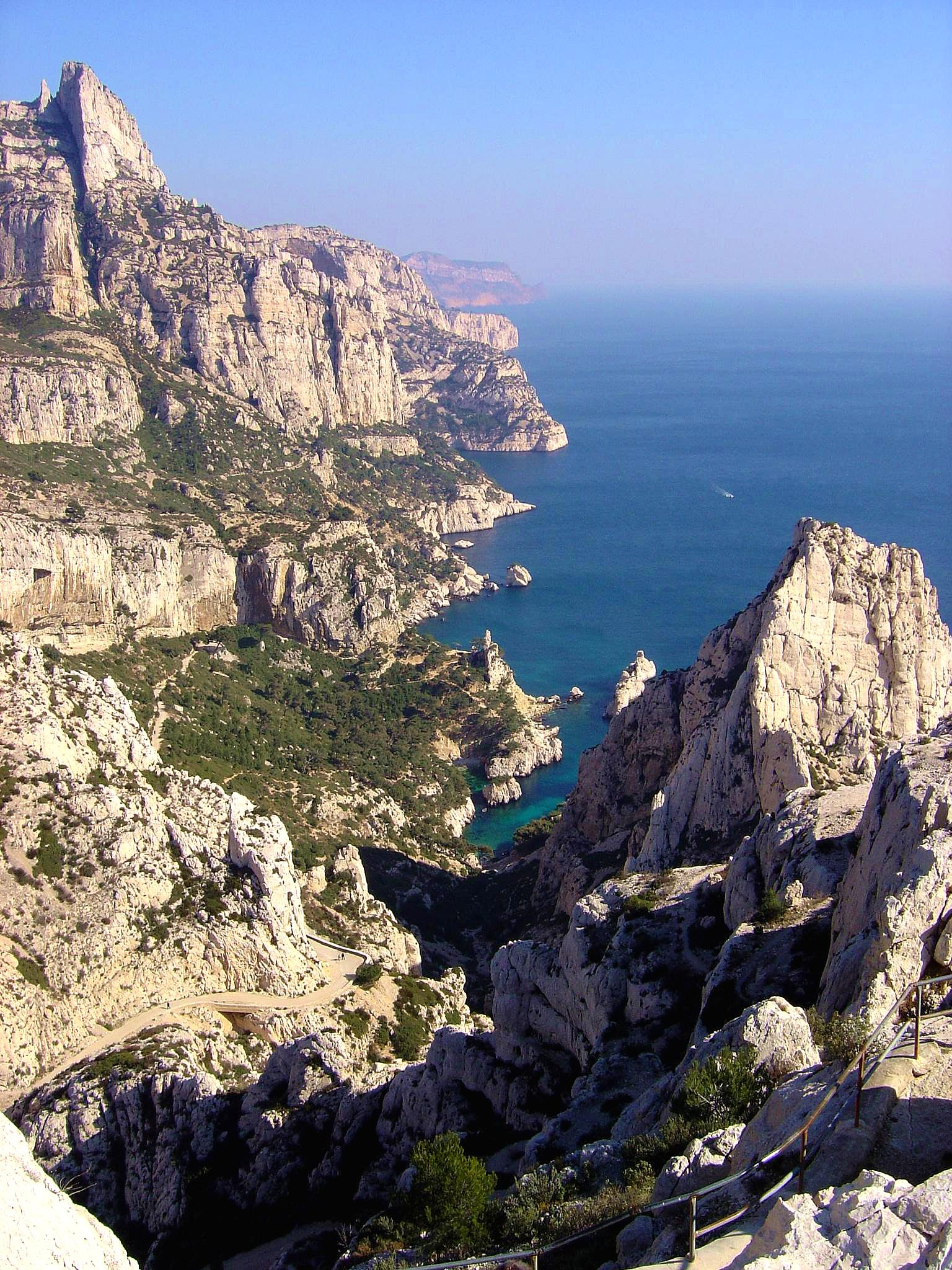
Calanco de Sugiton (al centro a destra: Guglia Sugiton, in alto a sinistra: la Grande Candelle, sullo sfondo le scogliere di Cassis).

Nel 2008 i Calanchi hanno ricevuto due milioni di visitatori. Per questo motivo, dopo anni di una gestazione difficile, ad aprile 2012 è stato creato il Parco nazionale dei Calanchi, il 10º parco nazionale francese.

#### Sito per passeggiate ed escursioni
Il massiccio attira numerosi turisti ed escursionisti tutto l'anno grazie alla vasta scelta di sentieri sospesi tra mare e terreno accidentato. Il GR 51-98 lo attraversa da ovest a est. Questa zona incontaminata vicina alle principali città cristallizza i problemi del sovraffollamento in un ambiente naturale fragile.
Come indicato nella mappa IGN "Le Calanques, parco nazionale", sebbene situato in riva al mare, il massiccio presenta rischi simili a quelli del terreno montano: i sentieri sono ripidi, alcuni passaggi sono rischiosi per gli inesperti, altri hanno salite vertiginose e sono pericolosi in caso di maestrale (rischio di sbilanciamento, soprattutto sui crinali).
Le fontanelle d'acqua sono rare: una fontana presso la barriera Luminy (punto di partenza delle escursioni) e una presso il calanco Sormiou vicino al parcheggio. C'è un pozzo in disuso a Cap-Gros e alcune zone di deflusso (acque non potabili) dove l'ombra è scarsa.
Dal calanco de Callelongue, a Cassis, ci sono 11 ore di cammino per percorrere tutte le insenature tenendosi vicinissimi al mare. La durata e il chilometraggio sono variabili a seconda del livello del sentiero e del percorso scelto:  da 20 km a più di 30 km. La maggior parte degli escursionisti effettua questa traversata in due fasi. Il sentiero a lunga percorrenza GR 51-98 (percorso più diretto) richiede 8 ore. I calanchi di Callelongue, Sormiou, Morgiou sono abitati e accessibili da strade a traffico regolamentato. Cassis è anche un punto di partenza per visitare le insenature da Port-Miou.
I segnali sono rari e soltanto alcuni segni di vernice indicano i sentieri escursionistici. La segnaletica consiste in un segno sul terreno su rocce a filo o posto su punti caratteristici visibili da lontano. Uno specifico colore (blu, verde, rosso, giallo, marrone, nero e rosso/bianco per il GR) è associato a linee, tratteggi, croci e integrato da una numerazione (da 1 a 7) che permette di identificare chiaramente ogni percorso. La marcatura del terreno è riprodotta integralmente sulla carta topografica serie IGN green (scala 1/15 000) e consente l'orientamento istantaneo senza ricorrere alla bussola o all'altimetro. La mappa indica anche i punti pericolosi o difficili che caratterizzano determinate escursioni.
Tenuto conto del forte afflusso degli escursionisti, il terreno costituito da roccia calcarea, levigata da numerosi passaggi, può essere molto scivoloso. Gli ingressi dal mare, a volte repentini, possono conferire all'escursione un carattere tipico montano, con nebbia e sensibile abbassamento delle temperature.
A causa del rischio di incendio, l'accesso al massiccio è regolamentato dal 1º giugno al 30 settembre ed è limitato durante i periodi di forte calore, completamente vietato in caso di vento, ecc. Ogni anno un decreto prefettizio definisce la durata e la natura dei divieti, che vengono aggiornati di giorno in giorno in base alle condizioni meteorologiche.
Alcune aree sono esposte a frane: segnali di divieto avvertono i visitatori dei rischi connessi, e alcuni sentieri possono essere chiusi in modo permanente o temporaneo.

#### Arrampicata

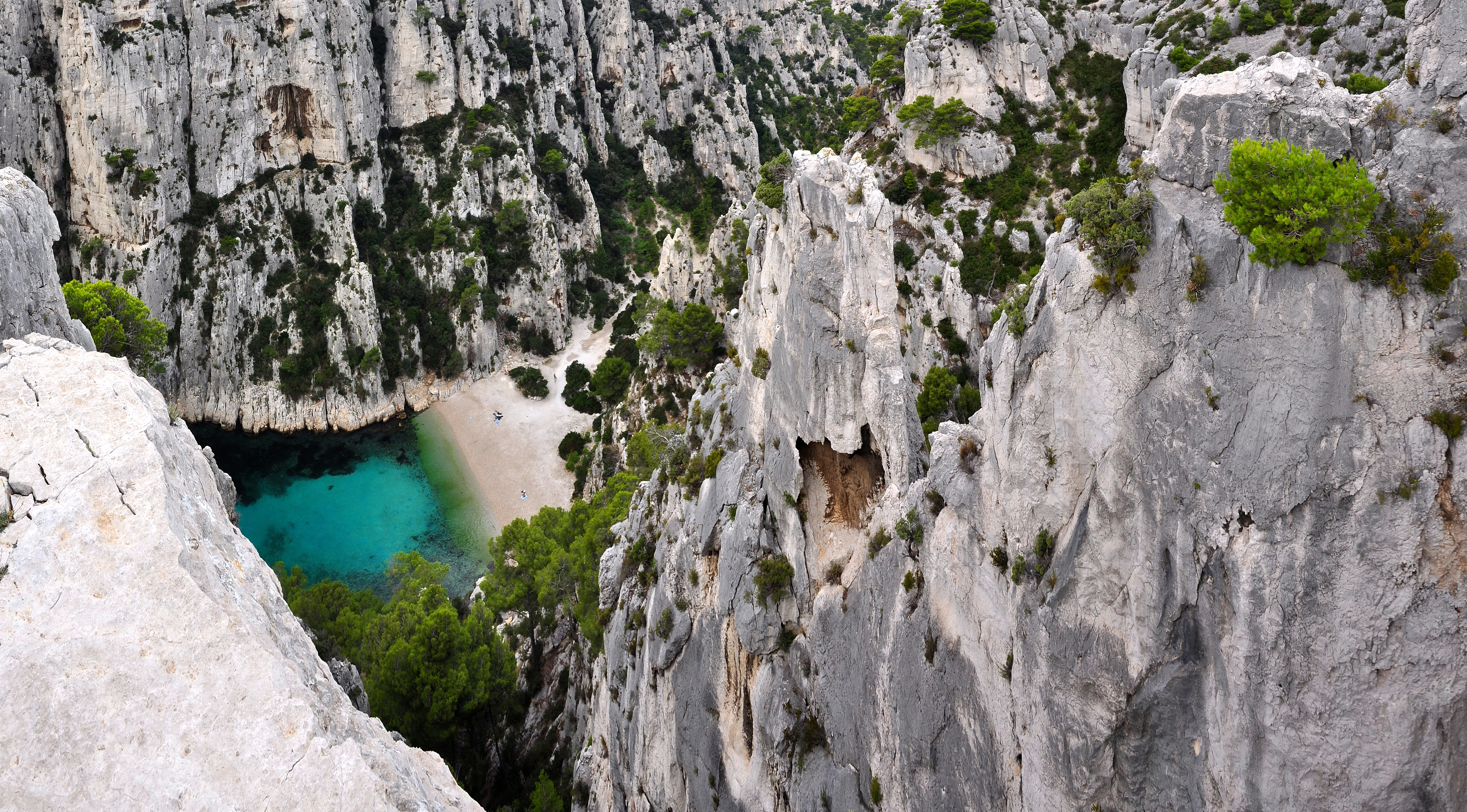
Scogliere del calanco d'En-Vau.

Le scogliere calcaree dei Calanchi sono diventate un sito di arrampicata dalla fine del XIX secolo, dopo la scalata, nel 1879, della sommità della Grande Candelle da parte del console britannico Francis W. Mark. Da quel momento hanno costituito un campo di allenamento di alpinismo per gli escursionisti marsigliesi e la sezione locale del Club alpino. Dal 1900 si esplorano luoghi remoti (Val Vierge, Devenson, Castelvieil) e si scalano le principali vette e guglie: Rocher des Goudes (dal 1900), Aiguille de Sugiton (dal 1903), Aiguille de Sormiou (dal 1904). Negli anni 1920 furono aperte le principali vie lungo le principali fessure e creste, come la cresta di Marsiglia (1927) o la cresta della Cordée (1928).
A partire dagli anni 1930 furono aperte vie difficili e alpinisti marsigliesi come Édouard Frendo (1910-1968), Gaston Rébuffat (1921-1985) e Georges Livanos (1923-2004) si distinsero nelle famose scalate alpine. Successivamente sono state aperte vie estremamente tecniche con arrampicata artificiale su pareti compatte o strapiombanti, in particolare presso la Grotta dell'Eremita, i Tetti Sugiton e la Parete Concava,.
Dagli anni 1960, si è sviluppata l'arrampicata libera con l'influenza degli alpinisti americani (Hemming, Robbins, Harlin) incarnata in En-Vau dallo sperone degli americani. I progressi compiuti nell'attrezzatura per l'arrampicata e le nuove scarpette da arrampicata, particolarmente adatte alla roccia dei Calanchi, hanno consentito agli alpinisti di spingersi oltre i propri limiti con l'apertura di vie sempre più ardite.
Dagli anni 1970-1980, molte vie sono state attrezzate per l'arrampicata sportiva e la fama dei Calanchi si è estesa a tutta la Francia e al resto d'Europa. Gli alpinisti francesi si sono distinti in vie di arrampicata libera sempre più difficili, come Patrick Edlinger in Nymphodalle (7c, 1979), fino al nono grado con François Legrand in Robi in The Sky (9a, 2000). L'equipaggiamento di nuove rotte è proseguito nei decenni successivi, finanziato da club e comunità locali. La creazione del parco nazionale ha comportato il divieto di attrezzare nuove rotte e misure per proteggere la flora e la fauna (sentieri di accesso, falesie di nidificazione).
Con circa 3 400 vie elencate (2 400 sportive e 1 000 avventurose), facile accesso e un clima favorevole in tutte le stagioni, i Calanchi sono oggi uno dei siti di arrampicata più famosi in Francia e in Europa.

#### Naturismo
Il naturismo, fenomeno sociale contemporaneo, apparve nel 1929 nei Calanchi di Marsiglia nel contesto delle conferenze e delle pubblicazioni di un medico marsigliese, il dottor Joseph Poucel (1881-1971). Era un rinomato igienista, uno dei pionieri del naturismo francese. Senza autorizzazione o divieto ufficiale, il naturismo è praticato oggi in molti punti delle insenature, dall'ingresso del massiccio a Port-Pin, passando per il Lècque, ai piedi della baia dell'occhio di vetro, e persino all'interno del massiccio da alcuni appassionati di escursionismo naturista. Uno dei luoghi più noti per la pratica del naturismo, il Calanco des Pierres Tombées, situato accanto a quello di Sugiton, è stato teatro di una frana mortale nel febbraio 2006 ed è in gran parte abbandonato. Un decreto comunale ne vieta l'accesso.

### Gestione del massiccio
La maggior parte dei Calanchi si trova nel territorio comunale della città di Marsiglia (8º e 9º distretto). Solo quello di Port-Miou si trova nel territorio del comune di Cassis.

#### Protezione in siti classificati
Il massiccio dei Calanchi e l'arcipelago di Riou formano un sito classificato dal 1975 per la terra e dal 1976 per la striscia di mare di 500 metri. La superficie dell'intero sito è di circa 7 200 ettari, 5 585 terrestri e 2 207 marini.
Nel 2007 l'ONF e la Fédération française de la montagne et de l'escalade (Comitato dipartimentale 13) hanno istituito un nuovo piano di accesso alle vie di arrampicata del sito di Candelle, al fine di "conciliare la pratica dell'arrampicata con la protezione di ambienti naturali notevoli".

#### Le GIP dei Calanchi
L'85% del massiccio appartiene a proprietà pubbliche. Un gruppo di interesse pubblico (GIP) è stato creato dallo Stato, dalla città di Marsiglia, dal dipartimento delle Bocche del Rodano, dalla regione PACA, da associazioni e proprietari privati, il 17 dicembre 1999.
Il suo obiettivo era duplice: consultazioni sulle misure di protezione e preparazione del progetto del parco nazionale dei Calanchi. Il GIP dei Calanchi, costituito per la durata di otto anni, è stato la prima struttura nel campo dell'ambiente. La sua azione si è conclusa con la creazione del parco nel 2012.

#### Il parco nazionale dei Calanchi
Dal 18 aprile 2012, con decreto del Primo Ministro, questo sito è diventato il decimo parco nazionale francese.